# Дворец капитана Миши
Дворец капитана Миши (серб. Капетан-Мишино здање) — народное название одного из самых роскошных белградских особняков девятнадцатого века, ныне служащего зданием ректората Белградского университета. Особняк был построен в период с 1857 по 1863 годы. Уже во время закладки будущий архитектурный и строительный шедевр являлся самым высоким и монументальным зданием тогдашнего Белграда, вызывая восторженные комментарии горожан. Рядом с дворцом располагалась не существующая ныне гостиница «Империал» и другие здания общественного пользования, выходящие на главную в то время белградскую площадь — Велика пиjaца (Большой рынок). Размещение нового здания вблизи улицы Князя Михаила, находившейся тогда в процессе закладки, давало возможность отступить от характерного для того времени архитектурного стиля и традиционных методов строительства. Архитектурное решение дворца свидетельствовало о том, что Белград постепенно начинает превращаться из ориентального захолустья в европейскую столицу с современной урбанистической структурой и презентабельными зданиями. Памятник культуры.

## Полученное имя
Своё широко известное название дворец получил по имени мецената, пожертвовавшего свои средства на его строительство. Этим меценатом являлся крупный белградский торговец солью и судовладелец Миша Анастасиевич, или, как его звали в народе, Капитан Миша. Звание «дунайского капитана» купцу Анастасиевичу присвоил князь Милош Обренович за его заслуги в качестве успешного предпринимателя и в знак личной дружбы.
Дворец построен по проекту чешского архитектора Яна Неволе, который в период строительства служил инженером в Попечительстве внутренних дел. Строительными работами руководил Йосиф Штейнлехнер. Первоначально капитан Миша думал построить роскошный особняк для своей дочери Сары, собиравшейся замуж за престолонаследника Джорджа Карагеоргиевича. Однако, в связи с тем, что Сентендрейская ассамблея 1859 года приняла решение вернуть на сербский престол князя Милоша Обреновича, все надежды на приход к власти династии Карагеоргиевичей, рухнули. Поэтому ещё в процессе строительства было принято решение, подарить его «отечеству», чтобы в нём разместились культурно-просветительные учреждения тогдашнего Княжества Сербии.
Как только закончилось строительство в здание въехала Высшая школа (Велика школа), затем — Гимназия, Министерство просвещения, Реальное училище, Народная библиотека, Народный музей и другие. Кроме того Актовый зал дворца превратился в арену важных исторических событий. В 1864 году в нём заседала скупщина (парламент); в 1868 году состоялось учредительное собрание первого инженерного общества Сербии; в 1875 году — первая выставка архитектурных снимков и копий фресок сербских средневековых монастырей, организованная Михаилом Валтровичем и Драгутином Милутиновичем.

## Фасад
Богатство декора фасада, в котором сочетались византийский, готический и раннеренессансный стили, приводило в восторг белградцев, которые называли дворец «венецианским». Первоначально план здания предусматривал правильную симметричную форму, состоящую из двух отдельных частей, разделенных вестибюлем на первом этаже и актовым залом на третьем этаже. Романтический стиль в оформлении фасада отразился в контрасте между золотисто-жёлтыми ровными стенами и деталями из обожженной гончарной глины (терракоты), в том числе и обрамлением окон. Симметрия здания, подчеркнута разделением фасада на три части — две боковых и центральную выступающую часть (ризалит) с импозантной гирляндой по карнизу, стеклянным павильоном обозрения на крыше и несколькими ризалитами чуть ниже по бокам. В центральной, наиболее импозантной части фасада, отделенной от боковых частей вертикальными плоскими выступами (лизенами), которые завершаются миниатюрными башенками, особенно роскошно выглядят окна (бифоры), напоминающие по стилю сегментную венецианскую арку.
Декор фасада, наряду с фризами слепых аркад и декоративной аттики составляют и две скульптуры в нишах, симметрично расположенные по обеим сторонам главного подъезда на уровне второго этажа. Скульптуры Аполлона с лирой и Минервы с копьем и щитом своим тематическим и символическим значением напоминают, что у здания, ещё во время его закладки, было культурное, образовательное и научное предназначение. Автор скульптур и медальонов с мотивами ангелов, расположенных над порталом, неизвестен. К особенности пластического оформления главного фасада относится и один из немногих сохранившихся гербов Княжества Сербии, помещенный в средний медальон над окном второго этажа, тогда как в двух боковых медальонах — дата окончания строительства, выполненная из терракоты. Обилие деталей декора из терракоты и других промышленных материалов свидетельствуют об очень солидном состоянии заказчика объекта, поскольку такие материалы могли быть привезены в Сербию только из-за границы. Предполагается, что все элементы фасадного декора Дворца были сделаны в Вене или Пеште, с которыми у Сербии того времени были весьма тесные деловые, культурные и художественные связи. Каменные части фасада, особенно декоративные консоли балкона и арки портала выполнены из камня, добытого на территории Сербии.
Надпись над порталом крупными золотыми буквами гласила: «Миша Анастасиевич — своему отечеству», подтверждает, что, разбогатев, этот сербский патриот пожертвовал свой дворец отечеству на образовательные цели, да ещё полностью обустроил его за свой счет.
Дворец капитана Миши привлекал внимание горожан не только своим нарядным видом, но и высотой. Чуть ли не до начала двадцатого века это здание считалось самым высоким в городе, что послужило поводом для установления на его крыше стеклянного павильона обозрения, возвышающегося над площадью «на 120 футов, из которого открывается фантастическая панорама Белграда и его окрестностей». Круглосуточно в павильоне дежурили сторожа, которые, как на ладони, могли видеть весь тогдашний город и, если где-то полыхал пожар, то с помощью длинной сигнальной трубы они оповещали пожарную команду. Роль своеобразной пожарной каланчи павильон выполнял до 1919 года, то есть до появления телефонной связи. После чего необходимость оповещать пожарных по сигнальной трубе отпала.

## Форма
Окончательный кубический объём в виде замкнутого четырёхугольника с внутренним двориком здание получило скорее всего в 1905 году, когда Велика школа была преобразована в Университет. Вследствие расширения потребностей образования в новом университете, тех помещений, которые были во дворце было уже недостаточно. Пришлось достраивать. После расширения в здании разместилось ещё и три отделения Технического факультета. Лекции по архитектуре читались и во внутреннем дворе, где специально для этого построили ателье и занятия со студентами вел архитектор Бранко Таназевич. Одно время на здании стояла экспериментальная телеграфная антенна, сконструированная конструктором и профессором Джордже Станоевичем.

## Ущерб зданию
Разделяя с Белградом его судьбу и бурную историю, Дворец капитана Миши неоднократно претерпевал значительные повреждения. Во время бомбардировок Белграда в 1862 году стоящее ещё в строительных лесах здание служило сербам своеобразной баррикадой, а потому получило серьезные повреждения от турецких пуль. Во время сербско-турецких войн (1876—1878 годов) здание использовалось в военных целях, однако самые серьезные повреждения оно претерпело во время Первой мировой войны, когда была разрушена большая часть левого крыла. Работы по восстановлению и достройки объекта шли с 1919 по 1921 годы.

## Современный статус
Оставаясь долгие годы первым в Белграде зданием центрально-европейского типа, оно считалось самым большим и красивым. Им любовались и горожане, и иностранные путешественники, авторы путевых записок. Будучи одним из самых лучших образцов сербской архитектуры 19 века, связанных с её историческим развитием, Дворец капитана Миши в числе первых был взят под охрану государства как бесценный памятник культуры, имеющий важное значение для страны в целом. Постановление 1935 года об охране памятников белградской старины не могло не распространиться и на этот Дворец. И первый правовой акт 1946 года, принятый Художественным музеем Белграда, уполномоченным после Второй мировой войны сохранять культурное наследие, включал это здание.

## Персоналии, связанные с созданием здания
- Капитан Миша Анастасиевич (1803—1885) был великим меценатом сербской культуры. Но его особой заботой было просвещение и издание книг на сербском языке, в частности книг Вука Караджича и Матии Бана. Он основал и содержал на свои средства Белградский читальный зал, председателем которого был тридцать девять лет.
- Архитектор Ян Неволе[6] (1812—1903), чех по происхождению, занимал в Княжестве Сербии должность главного инженера строительного отделения Попечительства внутренних дел. По его проектам построено много здания в Сербии, а в Белграде он в основном делал проекты военных сооружений. Сербию считал своей второй родиной, что отразилось в его стремлении объединить знания, полученные в пражской технической школе, а затем в венской художественной академии с элементами сербской строительной традиции. Дворец капитана Миши — единственное сохранившееся здание этого архитектора в Белграде.